# Jan Matulka

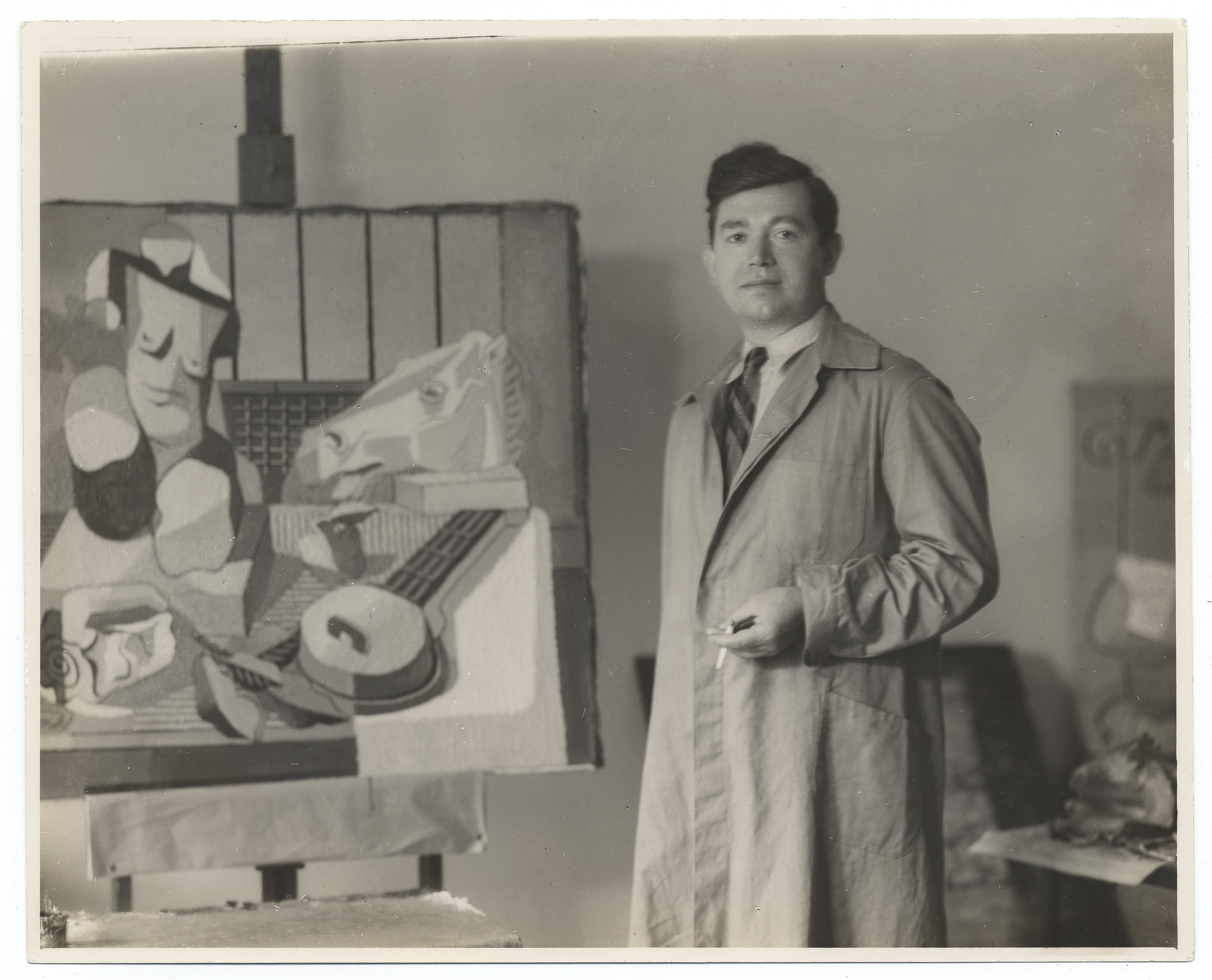
Jan Matulka, ca. 1920

Jan Matulka (* 7. November 1890 in Vlachovo Březí, Böhmen, Österreich-Ungarn; † 25. Juni 1972 in New York City) war ein tschechisch-amerikanischer Maler, Kunstlehrer und Grafiker.

## Leben
Jan Matulka wurde 1890 in Südböhmen in der Nähe von Prag geboren. Im Jahr 1907 emigrierte seine Familie in die Vereinigten Staaten und ließ sich in der Bronx, New York, nieder. Zwischen 1908 und 1917 studierte er Malerei, Zeichnung und Druckgrafik an der National Academy of Design und erhielt mehrere Auszeichnungen für seine Arbeiten. 1913 wurde Jan Matulka durch den Besuch der Armory Show in New York auf moderne Kunstströmungen aufmerksam. 1917 erhielt er das Joseph Pulitzer Traveling Scholarship, das ihm Reisen in den Südwesten der USA ermöglichte. Besonders prägend war sein Aufenthalt bei den Hopi-Indianern, die ihn zu einer Serie von Bildern über ihre Tänze inspirierten. Im Jahr 1918 reiste er nach Florida und möglicherweise in die Karibik, bevor er nach New York zurückkehrte und sich aktiv in der dortigen Kunstszene engagierte. Zwischen 1925 und 1934 unterhielt Jan Matulka ein Atelier in Paris und bereiste von dort aus die Tschechoslowakei. Er setzte sich intensiv mit europäischen Kunstströmungen auseinander und besuchte bedeutende Ausstellungen, darunter den Salon des Indépendants und die Exhibition of American Art in Paris 1924. Bis 1930 entwickelte er eine eigenständige Form des Kubismus, in dem er geometrische Formen, Farben und Texturen zu abstrakten Kompositionen verband.
Von 1929 bis 1936 unterrichtete Jan Matulka an der Art Students League of New York. Er pflegte enge Kontakte zu Künstlern wie Alexander Calder, Stuart Davis und Arshile Gorky und galt als radikaler Lehrer mit modernen Theorien. Zu seinen Schülern gehörten David Smith und Francis Criss. Matulka beherrschte eine Vielzahl von Stilen, darunter den akademischen Realismus, den Post-Impressionismus, den Synchromismus, den Kubismus und den Surrealismus. In den 1930er Jahren wandte sich Jan Matulka zunehmend dem Surrealismus zu. Er betrachtete diese Richtung als Möglichkeit, metaphysische Themen zu erforschen und schuf biomorphe, abstrakte Figuren. 1936 besuchte er mit Gorky die Ausstellung Fantastic Art, Dada, and Surrealism im Museum of Modern Art in New York. Während der Weltwirtschaftskrise arbeitete Matulka im Rahmen staatlicher Kunstförderungsprogramme und schuf Wandmalereien für öffentliche Gebäude, darunter das Williamsburg Housing Project (1937).
Nach der Schließung seines Pariser Ateliers 1934 konzentrierte sich Jan Matulka in New York verstärkt auf Stillleben und experimentierte in den 1940er Jahren mit gestischen Maltechniken, die dem Abstrakten Expressionismus nahe kamen. In den späten 1940er Jahren traten sowohl die modernistischen als auch die regionalistischen Künstler zunehmend in den Hintergrund, was Matulkas Bekanntheitsgrad schmälerte. Erst die Erwähnung seines Namens im Katalog des Guggenheim Museums 1969 durch David Smith führte zu einer Wiederentdeckung seines Werks. 1979 widmete ihm das Whitney Museum of American Art eine Retrospektive. Sein künstlerisches Werk wird bis heute in musealen und wissenschaftlichen Kontexten rezipiert, wobei Patterson Sims’ Katalog zur Whitney-Retrospektive als eine der umfassendsten biografischen Quellen gilt.

## Werk
Jan Matulkas Werk vereint Elemente des Kubismus, des Surrealismus und der Abstraktion. Durch den engen Kontakt zur europäischen und amerikanischen Avantgarde entwickelte er einen individuellen Stil. In den 1920er Jahren unternahm er regelmäßig Sommerreisen nach Maine, Cape Cod, Lake George und Provincetown, wo zahlreiche Landschaftsbilder, Seestücke und Stillleben entstanden. Sein Werk umfasst auch Stadtansichten und Darstellungen indigener Kulturen.